# Ива сердцевиднолистная
И́ва сердцевидноли́стная (лат. Salix cardiophylla) — вид лиственных деревьев или кустарников из рода Ива (Salix) семейства Ивовые (Salicaceae).

## Распространение и экология
В природе ареал вида охватывает Восточную Сибирь и Восточную Азию.
Произрастает одиночно по долинам горных рек.

## Ботаническое описание
Представители вида — деревья высотой 12—17 (до 35) м и диаметром ствола до 1 м, чаще около 50 см, с низкой кроной. Ветви узловатые, слегка пурпурные, блестящие; годовалые побеги бурые или красно-бурые, голые, блестящие. Кора глубоко-трещиноватая, с толстым пробковым слоем.
Почки продолговатые, красно-бурые, голые, блестящие. Прилистники продолговатые, округлые или почковидные, железисто-пильчатые. Листья яйцевидно-эллиптические, в основании сердцевидные или округлые, с обеих сторон голые, сверху зелёные, снизу бледнее, реже сизоватые, длиной 3—9 см, шириной 2—4,5 см, на опушённых черешках длиной 2—6 мм.
Серёжки на олиственных довольно длинных ножках, узко-цилиндрические, длиной до 9—10 см, шириной 5—7 мм. Прицветные чешуи опадающие, яйцевидные или широко-обратнояйцевидные, тупые или обрубленные. Тычинок обычно 5, реже 4—8, нити внизу волосистые, пыльники жёлтые, нектарники в числе двух—трёх. Завязь яйцевидно-коническая, голая, шириной около 3,5 мм; столбик раздвоенный до основания; рыльце с четырьмя узкими расходящимися лопастями;
Плод — коробочка длиной до 4,5 мм.
Цветение в мае — июне, почти одновременно с распусканием листьев. Плодоношение в июле.

## Значение и применение
Медоносное растение. Пчёлы собирают нектар и пыльцу. Продуктивность мёда при сплошном произрастании 120—150 кг/га. Нектаропродуктивность 100 цветков — 18,0—26,0 мг. Хорошо посещается пчёлами в течение всего дня.

## Таксономия
Вид Ива сердцевиднолистная входит в род Ива (Salix) семейства Ивовые (Salicaceae) порядка Мальпигиецветные (Malpighiales).
|  |                                      |  |                                                             |                                                             |                  |  | ещё 36 семейств (согласно Системе APG II) | ещё 36 семейств (согласно Системе APG II) |                            |  |  |  | ещё более 500 видов |
|  |                                      |  |                                                             |                                                             |                  |  | ещё 36 семейств (согласно Системе APG II) | ещё 36 семейств (согласно Системе APG II) |                            |  |  |  | ещё более 500 видов |
|  |                                      |  |                                                             | порядок Мальпигиецветные                                    |                  |  |                                           |                                           | род Ива                    |  |  |  |                     |
|  |                                      |  |                                                             | порядок Мальпигиецветные                                    |                  |  |                                           |                                           | род Ива                    |  |  |  |                     |
|  | отдел Цветковые, или Покрытосеменные |  |                                                             |                                                             | семейство Ивовые |  |                                           |                                           | вид Ива сердцевиднолистная |  |  |  |                     |
|  | отдел Цветковые, или Покрытосеменные |  |                                                             |                                                             | семейство Ивовые |  |                                           |                                           |                            |  |  |  |                     |
|  |                                      |  | ещё 44 порядка цветковых растений (согласно Системе APG II) | ещё 44 порядка цветковых растений (согласно Системе APG II) |                  |  |                                           | ещё около 57 родов                        | ещё около 57 родов         |  |  |  |                     |
|  |                                      |  |                                                             | ещё 44 порядка цветковых растений (согласно Системе APG II) |                  |  |                                           |                                           | ещё около 57 родов         |  |  |  |                     |